# Ralph Pordzik
Ralph Pordzik (* 1966 in Bielefeld) ist ein deutscher Autor, Anglist und Hochschullehrer.

## Werdegang
Ralph Pordzik besuchte das Gymnasium am Waldhof in Bielefeld, bevor er 1988 an der Freien Universität Berlin ein Studium der Anglistik, Amerikanistik und Linguistik aufnahm. Nach Promotion (1995) in Berlin und Habilitation an der Gesamthochschule Essen (2000) war er als Dozent für britische Literatur und Kultur u. a. an den Universitäten Freiburg und München tätig, bevor er 2005 auf eine Stelle als Akademischer Rat und außerplanmäßiger Professor an die Universität Würzburg wechselte.
Sein Werk umfasst neben Lyrik und Prosa in deutscher Sprache u. a. eine Reihe von Veröffentlichungen, die in englischer Sprache geschrieben sind. Seine literarischen Arbeiten erschienen u. a. in den Zeitschriften Literatur in Bayern, Die Aktion, Sinn und Form, neue deutsche literatur, Konzepte. Zeitschrift für Literatur, Protokolle, Das Gedicht, Stand Magazine und Torso. Rezensenten bezeichneten den Autor als „filigrane[n] Wortmetz“, der sich „jahrelang als Leser in den Höhen und Niederungen der Literatur getummelt hat und daran sein eigenes Handwerkszeug schärfen konnte“ und als „genaue[n] Beobachter und Vermesser der Sprache, der um die Konventionen des Genres weiß und mit ihnen auf eine kluge Art umgeht.“ Seine 2021 erschienene Erzählung Heißzeit. Die Welt erscheint im Pyrozän steht in der Tradition „experimenteller deutscher Endzeitliteratur im Stil von Jörg Steiners Schnee bis in die Niederungen (1973) oder Max Frischs Der Mensch erscheint im Holozän (1979)“ und setzt sich in der „Art einer Montage: experimentell, multiperspektivisch, szenisch, auf der Basis von Berichten, (authentischen) Zeitungsmeldungen, Photographien, Depeschen, inneren Monologen und Tagebucheinträgen“ mit gegenwärtigen Klimadebatten auseinander.

## Auszeichnungen
- 1992: Literaturpreis der Berliner Bauhütte für Medien und Kommunikation (Ostberlin)

## Veröffentlichungen
Prosa und Lyrik
- Dunkle Materie. Roman eines Untergangs. Ingolstadt: Les Derniers Jours, 2007, ISBN 978-1-4092-3798-3.
- Die Illusion des Anfangs. Erzählungen. Würzburg: Les Temps Modernes, 2010, ISBN 978-1-4457-2210-8.
- Hotel Salvador Dali and Other Poems. Würzburg: International Poetry Editions, 2010, ISBN 978-1-4457-2224-5.
- Pretending to See Elephants. Poems. Würzburg: International Poetry Editions, 2011, ISBN 978-1-4457-5568-7.
- Night Passage across the Sea. A Dramatic Duologue. Würzburg: International Poetry Editions, 2012, ISBN 978-1-4477-4470-2.
- Die Welt hinter Kulka. Spektakel und Dioramen. Ingolstadt: Les Derniers Jours, 2012, ISBN 978-1-4710-6971-0.
- Verabredung mit meinem Publikum. Gedichte. Würzburg/Ingolstadt: Les Derniers Jours, 2012, ISBN 978-1-4717-2249-3.
- Alles Weitere Mündlich. Gedichte. Würzburg: Les Derniers Jours, 2015, ISBN 978-1-291-84332-3.
- Mit deutschen Untertiteln. Gedichte. Würzburg: École Noire, 2016, ISBN 978-1-326-52908-6.
- Die Auslöschung. Würzburg: École Noire, 2016, ISBN 978-1-291-58193-5.
- Der innere Meridian. Aufzeichnungen 2011–2018. Würzburg: École Noire / Les Derniers Jours, 2019, ISBN 978-0-244-11086-4.
- Heißzeit. Die Welt erscheint im Pyrozän. Erzählung. Würzburg: École Noire / Les Derniers Jours, 2021, ISBN 978-1-716-71318-7.
- Piazza Garibaldi. Erzählung. Würzburg: École Noire / Les Derniers Jours, 2021, ISBN 978-1-716-65318-6.
- Berlinfabrik. Romantorso in Zusammenfassung oder Sologedicht für mehrere Stimmen. Würzburg: École Noire, 2022, ISBN 978-1-471-71165-7.

Wissenschaftliche Monographien (Auswahl)
- Signaturen der Postmoderne – Lyrik als Paradigma postmoderner Literatur. Eine Untersuchung ihrer Formen und Funktionen am Beispiel der Dichtung Geoffrey Hills, James Fentons, Fleur Adcocks und Tom Paulins. Verlag Die Blaue Eule, Essen 1996, ISBN 3-89206-745-7 (Dissertation).
- Die moderne englischsprachige Lyrik in Südafrika 1950–1980. Eine Darstellung aus funktions- und wirkungsgeschichtlicher Perspektive. Winter, Heidelberg 2000, ISBN 3-8253-0933-9 (Habilitationsschrift).
- The Quest for Postcolonial Utopia. A Comparative Introduction to the Utopian Novel in the New English Literatures. New York: Peter Lang, 2001, ISBN 0-8204-5193-2.
- Der englische Roman im 19. Jahrhundert. Berlin: Erich Schmidt Verlag, 2001, ISBN 3-503-06101-0.
- als Herausgeber (zusammen mit Hans Ulrich Seeber): Utopie und Dystopie in den neuen englischen Literaturen. Heidelberg: Universitätsverlag Winter, 2002.
- The Wonder of Travel. Fiction, Tourism and the Social Construction of the Nostalgic. Heidelberg: Universitätsverlag Winter, 2004, ISBN 3-8253-5041-X.
- Begehrte Texte. Literaturwissenschaft als Poetik des Unbewussten. Hamburg: Kovac Verlag, 2007, ISBN 978-3-8300-2926-7.
- Victorian Wastelands. Apocalyptic Discourse in Nineteenth-Century Poetry. Heidelberg: Universitätsverlag Winter, 2012, ISBN 978-3-8253-5979-9.
- Das diarische Imaginäre. Phänomenologie und Architektonik des modernen Tagebuchs. Würzburg: École Noire / Les Derniers Jours, 2019, ISBN 978-0-244-71260-0.
- The Other Orwell. Conversion, Liminality, and Abject Desire in the Writings of George Orwell. Würzburg: École Noire, 2023, ISBN 978-1-447-85578-1.

Beiträge (Auswahl)
- Fiction, the Law, and the Docile Body: The Uncanny Presence of Kant and the Marquis de Sade in Mary Shelley's "Frankenstein". In: Zeitschrift für Anglistik und Amerikanistik 57 (2009).
- Persistence of Obedience: Theological Space and Ritual Conversion in George Orwell's "Nineteen Eighty-Four". In: Ralph Pordzik (Hrsg.): Futurescapes: Space in Utopian and Science Fiction Discourses. Amsterdam 2009.
- Verspätete Zukunft. Resignation und Hoffnung in angloamerikanischen Utopien der zweiten Hälfte des zwanzigsten Jahrhunderts. In: Walter Delabar, Frauke Schlieckau (Hrsg.): Bluescreen. Visionen, Albträume und Reflexionen des Phantastischen und Utopischen. Bielefeld 2010.
- Closet Fantasies and the Future of Desire in E. M. Forster's "The Machine Stops". In: English Literature in Transition 53 (2010).
- The Poetry of Lastness: Reconsidering a Neglected Motif in Early Nineteenth-Century Literature. In: Anglia. Zeitschrift für Englische Philologie 128 (2010).
- The Posthuman Future of Man: Anthropocentrism and the Other of Technology in Anglo-American Science Fiction. In: Utopian Studies 23.1, 2012.
- Die Befreiung des anthropozentrischen Denkens. Der Mensch und das 'Andere' der Technik im angloamerikanischen Roman. In: S. Finkele, B. Krause (Hrsg.): Technikfiktionen und Technikdiskurse. Karlsruhe 2012.
- Inside Argument Clinic. Tiefendimensionen des Komischen in Monty Pythons Flying Circus. In: Florian Niedlich (Hrsg.): Facetten der Popkultur. Über die ästhetische und politische Kraft des Populären. Bielefeld 2012.
- Wenn die Ironie wild wird, oder: lesen lernen. Strukturen parasitärer Ironie in Christian Krachts "Imperium". In: Zeitschrift für Germanistik Neue Folge 23 (2013).
- Biopleasures: Posthumanism and the Technological Imaginary in Utopian and Dystopian Film. In: The Palgrave Handbook of Posthumanism in Film and Television. Basingstoke, Hampshire 2015.